# فرانسيسكو إرنستو بارال
فرانسيسكو إرنستو (تيتو) بارال (ولد في 26 أكتوبر 1943، في بوينس آيرس) هو عالم وراثة أرجنتيني اشتهر بابتكاراته في البيولوجيا الجزيئية وعلى وجه الخصوص اكتشاف كيفية معالجة الجينات وآليات ربط الحمض النووي الريبوزي الرسول.

## السيرة الشخصية
ولد فرانسيسكو إرنستو (المعروف أيضًا باسم تيتو) بارال في بوينس آيرس، الأرجنتين في 26 أكتوبر 1943.
بعد إكمال الدكتوراه، درس في قسم الكيمياء العضوية، ثم انتقل إلى معهد بحوث الكيمياء الحيوية مؤسسة كامبومار الذي يديره البروفيسور لويس فيديريكو لولوار، الذي أصبح الآن معهد ليلوار. في عام 1974، انتقل إلى مختبر ام ار سي للبيولوجيا الجزيئية، جامعة كامبريدج، المملكة المتحدة، حيث عمل في القسم الذي يديره الدكتور فردريك سانغر. من (1980 إلى 1990)، كان مدرسًا جامعيًا لعلم الأمراض في جامعة أكسفورد وزميل كلية ماجدالين. في عام 1993، حصل على جائزة كونيكس البلاتينية للعلوم والتكنولوجيا (الأرجنتين) كأفضل عالم في هذا العقد في علم الوراثة وعلم الخلايا.
في سبتمبر 1990، عُيّن مديرًا لمكون تريست للمركز الدولي للهندسة الوراثية والتقانات الحيوية وهي منظمة حكومية دولية مستقلة تأسست في الأصل تحت إشراف منظمة الأمم المتحدة للتنمية الصناعية. من 2004 إلى 2014 كان المدير العام للمعهد، حيث أشرف على المعامل في 4 قارات، والتي تمتد عبر 63 دولة من أجل التعاون والتعليم العلمي ونشر العلوم والتكنولوجيا الحيوية في جميع أنحاء العالم.
خلال فترة عمله لمدة 10 سنوات كمدير عام بالإضافة إلى توسيع نطاق بحثه الطبي والعلمي، كان مسؤولاً عن إنشاء مجموعة تطوير التقنيات الحيوية التي تعمل كمركز تدريب للباحثين من البلدان النامية، ونقل المعرفة الصيدلانية الحيوية محليًا.
لقد كان مؤيدًا قويًا لتدويل العلوم وأخذ المركز الدولي المكون من مكونين (إيطاليا والهند) للهندسة الوراثية والتقانات الحيوية، وقام بتوسيعه ليشمل 4 مؤسسات مكونة، وإنشاء وفتح مراكز جديدة في إفريقيا والأرجنتين، مما يتيح الفرص والوصول إلى العلماء الشباب من العالم النامي.

## النشاط العلمي
في عام 1977، وبصفته عالمًا في مختبر البيولوجيا الجزيئية بجامعة كامبريدج، نشر تيتو تسلسل ترميز الحمض النووي الريبوزي الرسول لبيتا-غلوبين، أول هيكل أولي كامل للحمض النووي الريبوزي الرسول في حقيقيات النواة. في عام 1979، قامت مجموعته البحثية بعزل جين إبسيلون-غلوبين (وحدة الهيموغلوبين الفرعية إبسيلون 1)، أحد مكونات الهيموجلوبين الجنيني البشري. كان من أوائل الذين وصفوا عملية الوصل البديل للحمض النووي الريبوزي الرسول الأولي في الثمانينيات.
وصفت دراساته حول كيفية معالجة الجينات التسلسلات الأولى داخل إكسونز التي تتحكم في الوصل ومحسن الوصل الخارجي ومنذ ذلك الحين قدمت مساهمات حاسمة لفهم الآليات الجزيئية المشاركة في هذه العملية الخلوية المهمة في الصحة والمرض. تعرف أولاً على البروتين المسمى بروتين ملزم للحمض النووي للاستجابة التبادلية 43، المعروف الآن أنه يلعب دورًا رئيسيًا في بعض الاضطرابات العصبية التنكسية (التنكس الفصي الجبهي الصدغي والتصلب الجانبي الضموري ومرض الزهايمر). يعتبر تيتو بارال رائدًا ومبتكرًا في مجال البيولوجيا الجزيئية وعلى وجه الخصوص اكتشاف كيفية معالجة الجينات وآليات تضفير الحمض النووي الريبوزي الرسول.

## الأوسمة والجوائز
- 2014 دكتوراه فخرية من كلية الطب بجامعة الجمهورية (الأوروغواي)، مونتيفيديو، أوروغواي.
- 2010 جامعة نوفا جوريكا، جائزة سلوفينيا الذهبية لعمله في مجال التعاون العلمي الدولي. أستاذ علم الأحياء الجزيئي.
- 2010 جائزة الجذور الممنوحة بشكل انتقائي للغاية من قبل وزير العلوم والتكنولوجيا في الأرجنتين لتعزيز التعليم العلمي في الأرجنتين.
- 2010 زميل أكاديمية العلوم للعالم النامي للنهوض بالعلوم وتقدمها في العالم النامي.[12]
- 2001 زميل الأكاديمية الوطنية الأرجنتينية للعلوم.[13]
- 1999 أستاذ زائر بجامعة ترييستي.
- 1993 بريميو كونيكس دي بلاتينو،[14] جائزة مؤسسة كونيكس البلاتينية في العلوم والتكنولوجيا، تُمنح لأفضل عالم في العقد في علم الوراثة وعلم الخلايا.
- 1993 دبلوم مؤسسة كونيكس في العلوم والتكنولوجيا.
- 1993 أستاذ فخري للكيمياء الحيوية في كلية العلوم، جامعة بوينس آيرس.
- 1980 عضو في منظمة البيولوجيا الجزيئية الأوروبية.

## المنشورات العلمية
يمتلك تيتو أكثر من 200 منشور علمي، ومن أكثر ما يقتبس منها:
- "هيكل وتطور عائلة جينات بيتا غلوبين البشرية"[4]
- "الطفرات في التصلب الجانبي العائلي والمتقطع في البروتين الملزم للحمض النووي للاستجابة التبادلية 43"[16]
- "التركيب الأساسي للفيبرونكتين البشري: الوصل التفاضلي قد يولد ما لا يقل عن 10 عديد ببتيدات من جين واحد"[17]
- "المتغيرات الجينومية في الاكسونات والانترونات: تحديد مفسدات الوصل"[18]
- "التوصيف والتأثيرات الوظيفية لخصائص ربط الحمض النووي الريبوزي للعامل النووي البروتيني الملزم للحمض النووي للاستجابة التبادلية 43، وهو منظم وصل جديد لـمنظم توصيل غشاء التليف الكيسي للاكسون 9 "[1]